# С-273
СС-273 (С-273) — советская экспериментальная средняя подводная лодка проекта 613Э.

## История строительства
Зачисление С-273 в списки кораблей ВМФ произошло 17 сентября 1954 года. Лодка была заложена 13 октября 1954 года на заводе Красное Сормово в Горьком. Спущена на воду 1 марта 1955 года, летом переведена на север для прохождения сдаточных испытаний и 31 августа 1955 года вошла в строй.

## История службы
Осенью 1955 года С-273 прибыла в Полярный, вошла в состав 8-й отдельной бригады подводных лодок. В июне 1956 года лодка одной из первых прибыла в Гремиху, участвуя в освоении этого нового пункта базирования. 15 августа того же года зачислена в состав 14-й бригады подводных лодок. В 1966 году включена в состав 17-й дивизии подводных лодок.
До 1969 года входила в состав Северного флота, после чего зачислена в состав Балтийского флота, совершила переход через Беломорско-Балтийский канал. Вошла в состав 22-й бригады подводных лодок, базировалась на Лиепаю. В 1971 году вместе с однотипными С-264 и С-341 завоевала приз Главкома ВМФ за торпедную атаку в составе завесы подводных лодок.
В 1972-1979 годах совершила пять боевых служб, в том числе в Атлантике и Норвежском море.
В 1980 году отправлена на «Красное Сормово», где до 1986 года была переоборудована по проекту 613Э «Катран», разработанному в КБ «Лазурит» для испытания энергетической установки с электрохимическим генератором на базе топливных водородно-кислородных элементов. Стала первой в мире подводной лодкой с этим типом энергетической установки. Эксплуатировалась в 22-й бригаде подводных лодок, затем вошла в состав 177-й бригады опытовых подводных лодок. 21 августа 1986 года переименована в СС-273.
С 1987 по 1989 годы служила базой для получения опыта работы с анаэробными энергетическими установками. Используя электрохимический генератор СС-273 могла оставаться под водой около четырёх недель, перемещаясь со скоростью 2,5 узла, тогда как стандартные лодки проекта 613 на практике находились под водой не более 4 суток. 
19 апреля 1990 года лодка исключена из состава флота, 31 декабря 1990 года расформирована, впоследствии разделана на металл в Ленинграде.